# Apo-eup
Apo-eup (koreanska: 아포읍, 牙浦邑) är en köping i den centrala delen av Sydkorea, 190 km sydost om huvudstaden Seoul. Den ligger i kommunen Gimcheon i provinsen Norra Gyeongsang. 